# 13926 Berners-Lee
13926 Berners-Lee (1986 XT) là một tiểu hành tinh vành đai chính được phát hiện ngày 2 tháng 12 năm 1986 bởi E. Bowell ở Trạm Anderson Mesa thuộc đài thiên văn Lowell.